# 870년

## 연호
- 당(唐) 함통(咸通) 11년
- 일본(日本) 조간(貞観) 12년

## 기년
- 당(唐) 의종(懿宗) 11년
- 신라(新羅) 경문왕(景文王) 10년
- 발해(渤海) 대건황(大虔晃) 13년

## 사망
- 신라(新羅) 왕후(王后) 문의왕후(文懿王后)